# Eligius Denys
Eligius Denys (Zuienkerke, 9 april 1875 - Brugge, 17 april 1934) was burgemeester van de Belgische gemeente Lissewege.
Denys kwam van Zuienkerke naar Lissewege door zijn huwelijk in 1903 met Eugenie Tavernier (Lissewege, 2 augustus 1875 - Zeebrugge, 3 november 1953). Hij was landbouwer.
Hij was burgemeester van Lissewege van 1921 tot 1926 Hij was er de opvolger van Constant Maenhoudt en werd hij opgevolgd door Jan Maenhoudt.